# Coudekerque-Branche
Coudekerque-Branche är en kommun i departementet Nord i regionen Hauts-de-France i norra Frankrike. Kommunen ligger i kantonen Coudekerque-Branche som tillhör arrondissementet Dunkerque. År 2022 hade Coudekerque-Branche 20 833 invånare.

## Befolkningsutveckling
Antalet invånare i kommunen Coudekerque-Branche
| Referens: INSEE |